# 반혼향

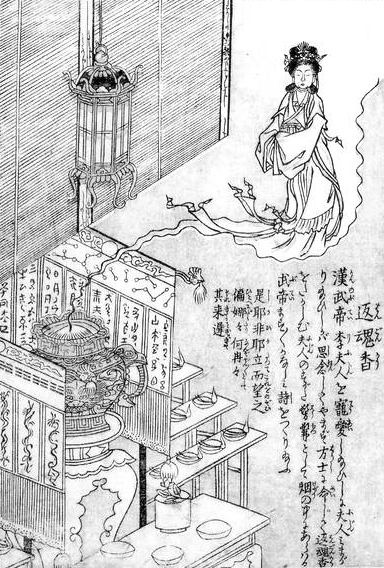
토리야마 세키엔의 『금석백귀습유』의 「반혼향」

반혼향(反魂香)은 동양의 전설에 나오는, 피우면 그 연기 속에 망자의 모습이 나타난다는 향이다.
원래 중국의 고사에서 비롯된 것이다. 중당의 시인 백거이의 『이부인시』에 따르면, 전한의 무황제가 이부인을 잃은 후 도사에게 영약(靈藥)을 갖추게 하여 옥가마에서 달이고 금 화로에서 향을 피우자 연기 속에 이부인의 모습이 보였다고 한다.
일본에도 그 전설이 건너가서 에도시대의 『호색패독산』, 『양월물어』 등 독본이나 『금석백귀습유』 같은 요괴화집, 『경성반혼향』 같은 인형극・가부키의 소재가 되었다. 일본에서 반혼향은 헤이안 시대의 음양사 아베노 세이메이로부터 전해지는 것이라고 설정되었다.
명조 만력 연간에 편찬된 체계적 본초서의 결정판인 『본초강목』에서도 반혼향을 다루었다.